# Nijkerkernauw
Le Nijkerkernauw est un lac de bordure néerlandais, situé entre les provinces de Gueldre, Flevoland et Utrecht.
À l'est, dans les environs de Nijkerk le lac est relié au Nuldernauw. Le Nijkerkernauw est séparé du Nuldernauw par un barrage contenant une écluse (Nijkerkersluis). Au nord-ouest, dans les environs de Spakenburg, le Nijkerkernauw devient Eemmeer, à l'endroit où cette étendue d'eau devient plus large. Il n'y a pas de séparation nette entre le Nijkerkernauw et l'Eemmeer.
Le Nuldernauw et le Nijkerkernauw sont les deux lacs de bordure les plus étroits. En néerlandais, nauw signifie « étroit ». 